# Papurana elberti
Espèce
Synonymes
- Rana elberti Roux, 1911
- Hylarana elberti (Roux, 1911)

Statut de conservation UICN

 LC  : Préoccupation mineure
Papurana elberti est une espèce d'amphibiens de la famille des Ranidae.

## Répartition
Cette espèce se rencontre :
- en Indonésie sur les îles de Wetar et au Timor occidental ;
- au Timor oriental.

## Description
L'holotype mesure 48 mm.

## Étymologie
Cette espèce est nommée en l'honneur de Johannes Eugen Wilhelm Elbert (1878-1915).

## Publication originale
- Roux, 1911 : Elbert-Sunda-Expedition des Frankfurter Vereins für Geographie und Statistik. Reptilien und Amphibien. Zoologische Jahrbücher, Abteilung für Systematik, Geographie und Biologie der Tiere, Jena, vol. 30, p. 495-508 (texte intégral).